# Philipshuset

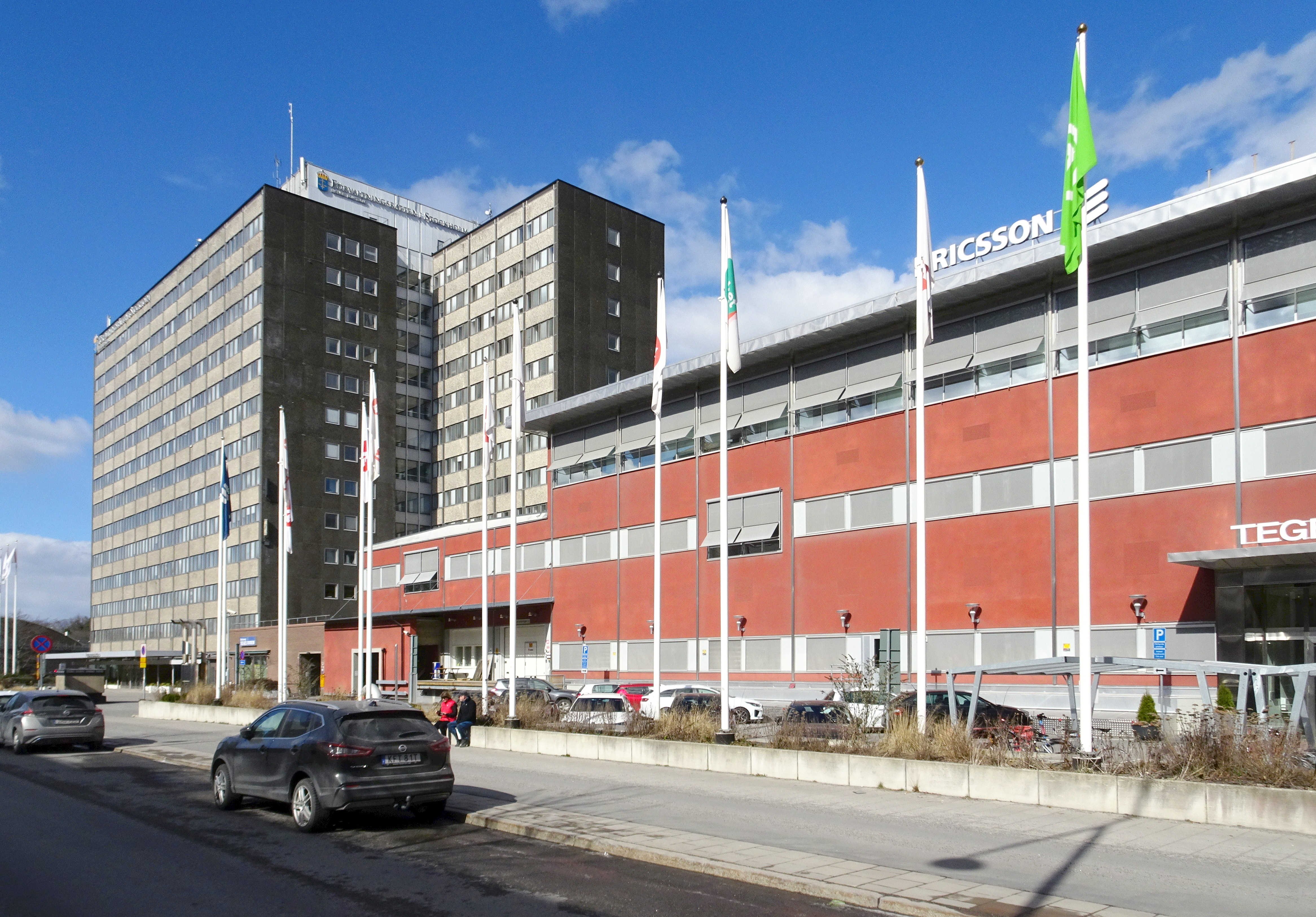
Philipshuset, fasad mot Tegeluggsvägen med högdelen till vänster och lågdelen (TV4-huset) till höger, april 2022.

Philipshuset kallas en byggnad i kvarteret Bremen i hörnet Lidingövägen och Tegeluddsvägen på Gärdet i Stockholm. Byggnaden uppfördes i början av 1960-talet efter ritningar av arkitekt Bo Möller som huvudkontor och lager för Svenska Philips. Anläggningen har ett starkt arkitektoniskt uttryck och utgör ett landmärke i området. Philipshusets före detta kontorsdel hyrs sedan 2006 av Förvaltningsrätten i Stockholm och i lagerdelen ligger sedan 1996 lokaler för TV4.

## Byggnadsbeskrivning

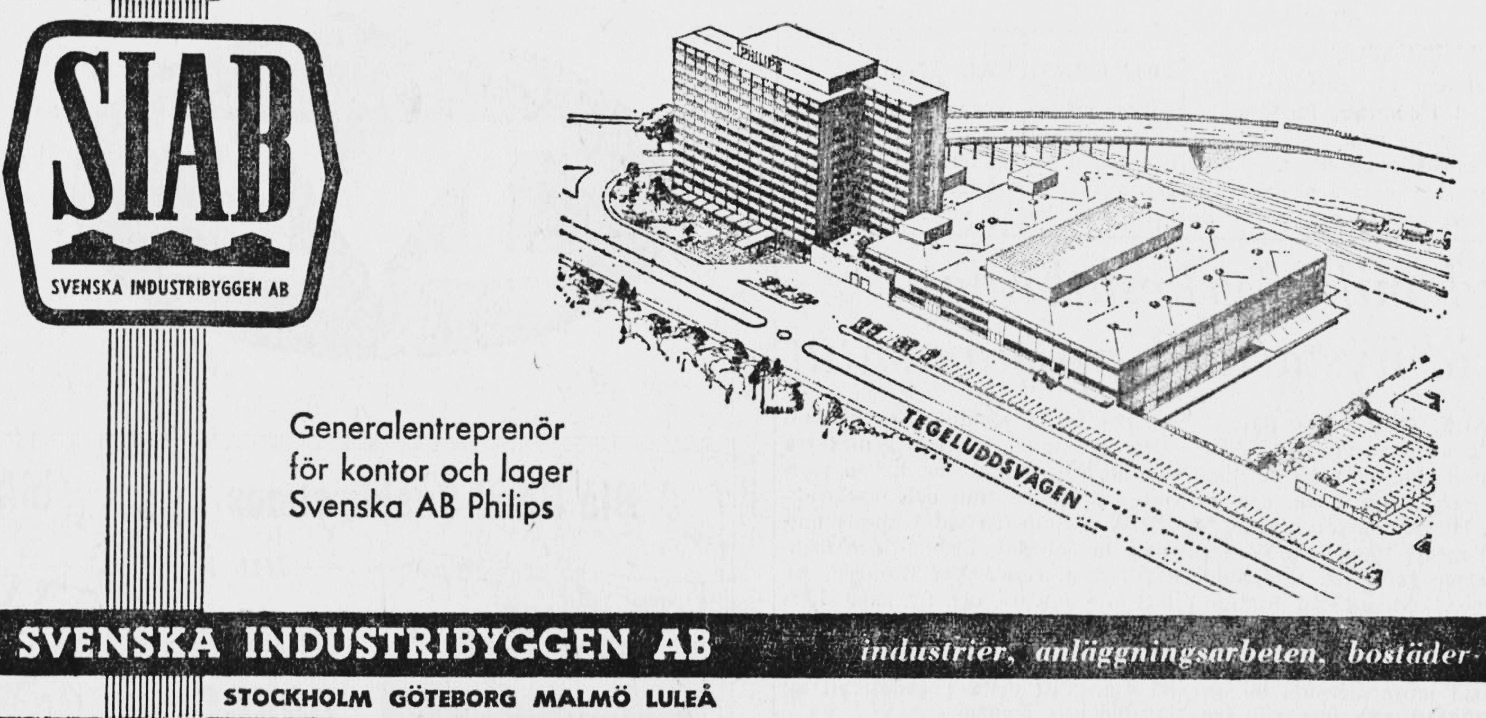
SIAB:s tidningsannons, september 1963.

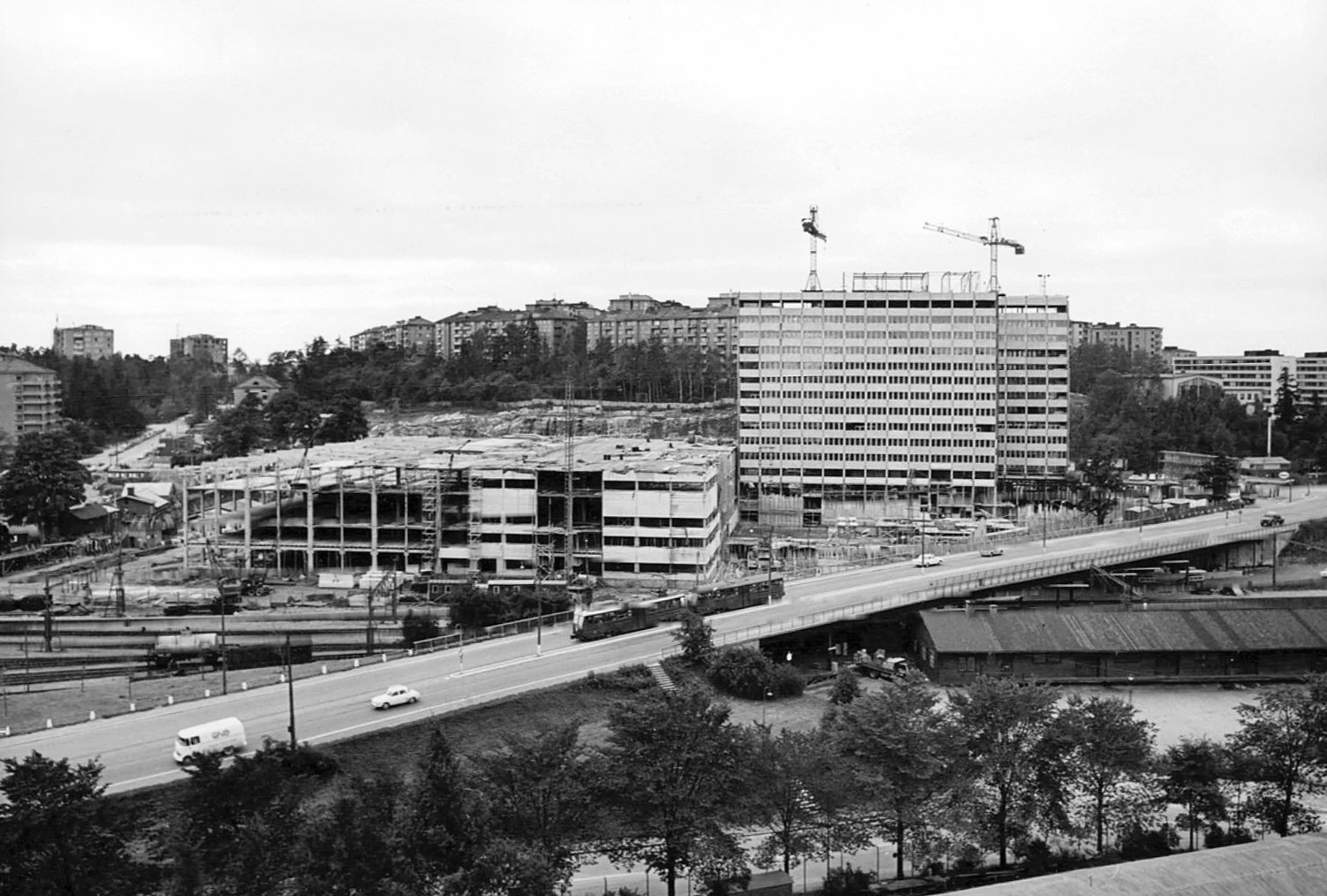
Hög- och lågdelen byggs, 1962.

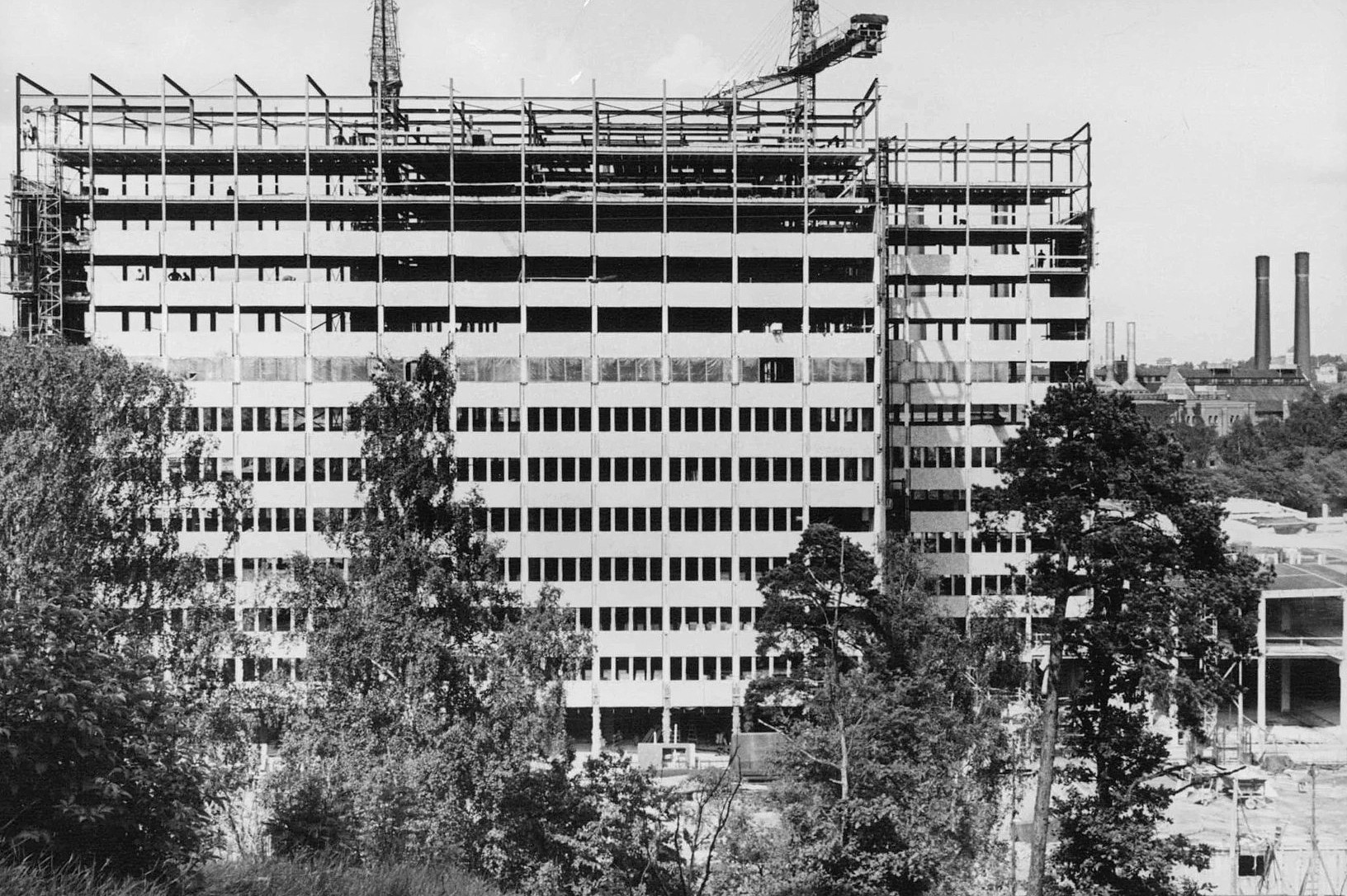
Höghusdelen under uppförande, 1962.

Området hörde till Värtans godsstation och var bebyggt med enkla industrihus. En stadsplan (Pl 5896) fastställdes 1961. I den föreslogs att kvarteret Bremen skulle i sin västra del reserveras för kontorsändamål och sin östra del innehålla bebyggelse för lager- och industriändamål. Stadsplanen var mycket detaljerad och föreskrev exempelvis att kontorsdelen skulle vara "uppdelad i en med Tegeluddsvägen parallell uppförd höghuskropp som skulle utformas som två inbördes förskjutna lameller".
Byggherre var Svenska Philips som anlitade byggföretaget SIAB (Svenska Industribyggen AB) att som generalentreprenör uppföra det nya huset. Deras chefsarkitekt, Bo Möller, stod för ritningarna. Svenska Philips hade då växt ur sina lokaler vid Gävlegatan, det så kallade Svenska Philips-huset som ritats 1930 av Sigurd Lewerentz.
Philipshuset vid Tegeluddsvägen består av en högdel för kontor och en lågdel ursprungligen tänkt som lager. Kontorshöghuset fick 13 våningar över mark och tre under mark, blev känt för sina Paternosterhissar. lagerdelen har fyra ovan mark. Den bärande stommen utgjordes av stålpelare och prefabricerade bjälklagselement av betong. Fasaderna kläddes av fabrikstillverkade element med frilagd ballast i två färger (ljust och mörkt). Ballaststenen hämtades från en rullstensås nära Södertälje. 
I höghuset anordnades kontorsplatser för cirka 1100 personer, delvis tänkt för uthyrning till externa företag. Ett standardrum för två personer fick måtten 203×450 cm. Mellanväggarna utfördes flexibla och kan lätt demonteras och återuppsättas. I lågdelen inrättades även en ljudisolerad sal med 142 sittplatser. Rummet var tekniskt mycket välutrustat och kunde nyttjas som teater, biograf, konferenssal, inspelningsstudio eller konserthall. Här gjordes den första provsändningen i Sverige med färg-tv den 3 februari 1965 i samband med en modeshow.
Husets interiör levererades från NK och bestod av paneler, specialritade möbler och standardmöbler. Till anläggningen hörde även en trädgård som utformats av trädgårdsarkitekten Walter Bauer. Tillsammans med inredningsarkitekt Sven Kai-Larsen skapade Bo Möller ”en helhetsmiljö av utmärkt, i flera fall ypperlig kvalitet”, skrev Svenska Dagbladet i ett reportage den 13 september 1963. 
Invigningen skedde under festliga former den 12 september 1963 och under närvaro av bland andra Philips styrelseordförande Frits Philips, före detta utrikesminister Christian Günther och Prins Bertil. Produktionskostnaden för nya Philipshuset uppgick till 52 miljoner kronor.

### Efter Philips
Efter att Philips flyttat från Tegeluddsvägen nyttjades anläggningen av Stockholm Energi, Birka Energi och Fortum. 1996 ombyggdes lågdelen (fastighet Bremen 1) för TV4:s verksamhet och kallas sedan dess TV4-huset. I samband med att TV4 övertog huset målades fasaderna röda. Högdelen (fastighet Bremen 3) förvärvades 2001 för 470 miljoner kronor av Vasakronan med avsikt att vidareutveckla fastigheten och hyra ut den. Efter en större ombyggnad år 2006 hyrs hela byggnaden av Förvaltningsrätten i Stockholm. Fastighetsägare sedan 2022 är Kåpan fastigheter som i sin tur ägs av Kåpan Pensioner. Tidigare ägare var Svenska Myndighetsbyggnader som var ett Samriskföretag ägt av Samhällsbyggnadsbolaget i Norden (SBB) och Kåpan Pensioner.

### Historiska bilder

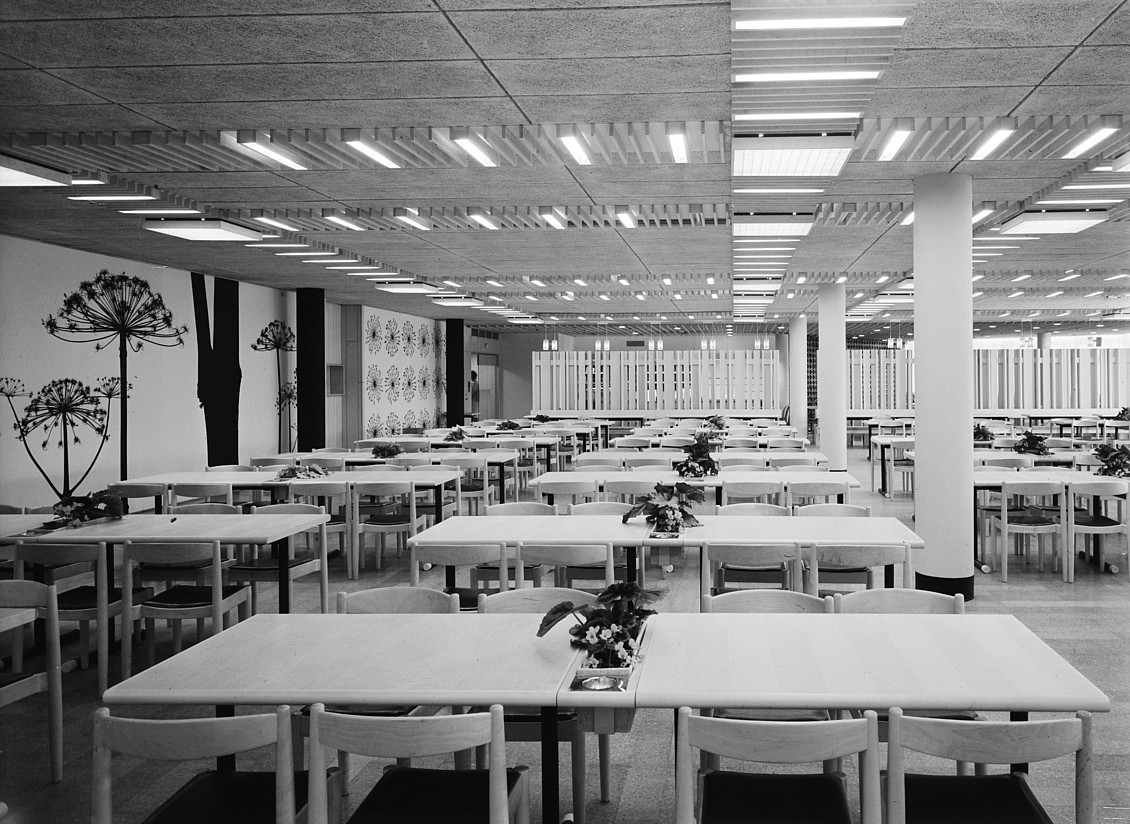
Matsalen med Sven Kai-Larsens inredning, 1963.
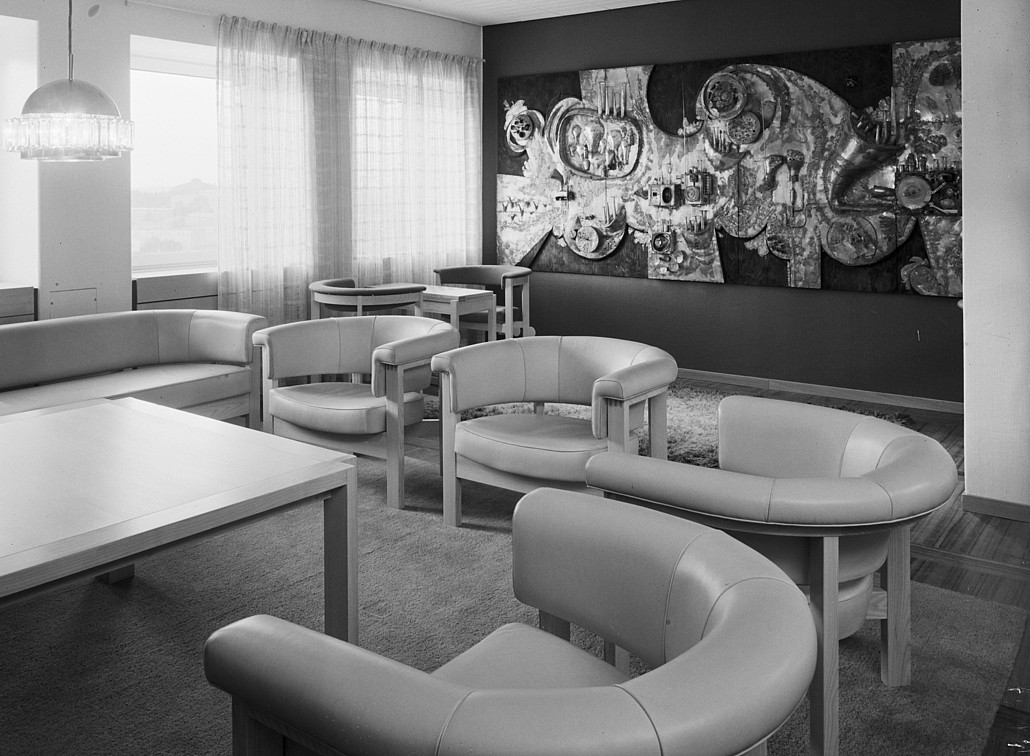
Lobbyn på direktionsvåningen med Sven Kai-Larsens inredning, 1963.
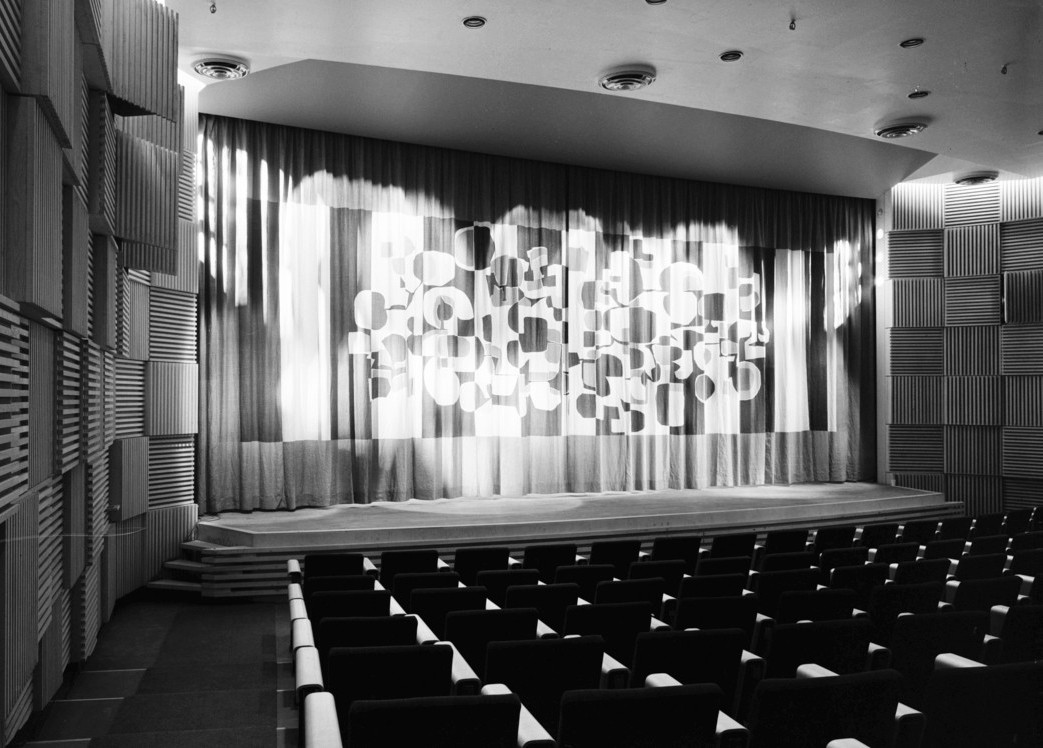
Teatersalen med Sven Kai-Larsens inredning, 1963.
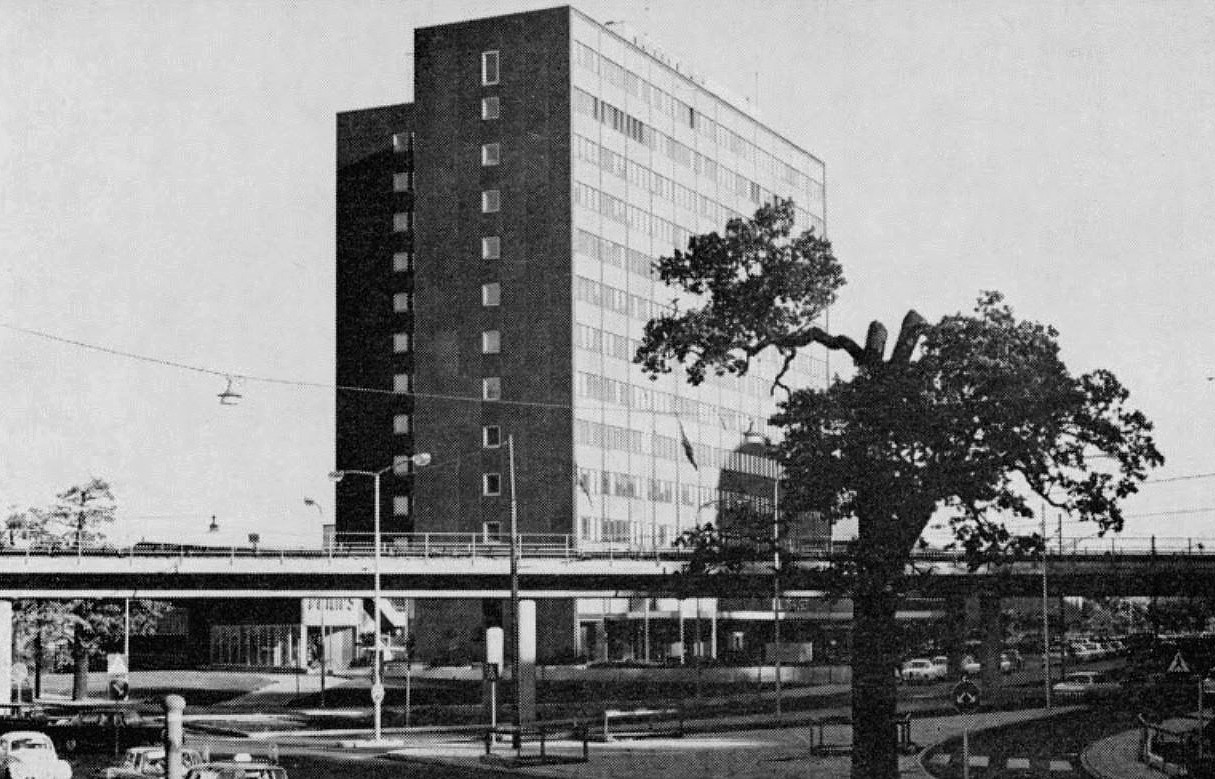
Högdelen i färdigt skick sedd från Lidingövägen, 1964.

## Kvarterets vidare utveckling
Fastighetsägarna SBB, Vasakronan, Humlegården Fastigheter och Handelsbanken Fastigheter vill lyfta området vid Tegeluddsvägen. Stadsbyggnadsnämnden gav i januari 2022 klartecken för att starta planarbetet gällande området från Lidingövägen, längs Tegeluddsvägen fram till Värtavägen. En ny detaljplan kan ge plats åt omkring 300 bostäder och ett stort tillskott av lokaler. Samtidigt har Stockholm stad en plan som innebär rivning av TV4-huset.

### Nutida bilder

Höghusdelen
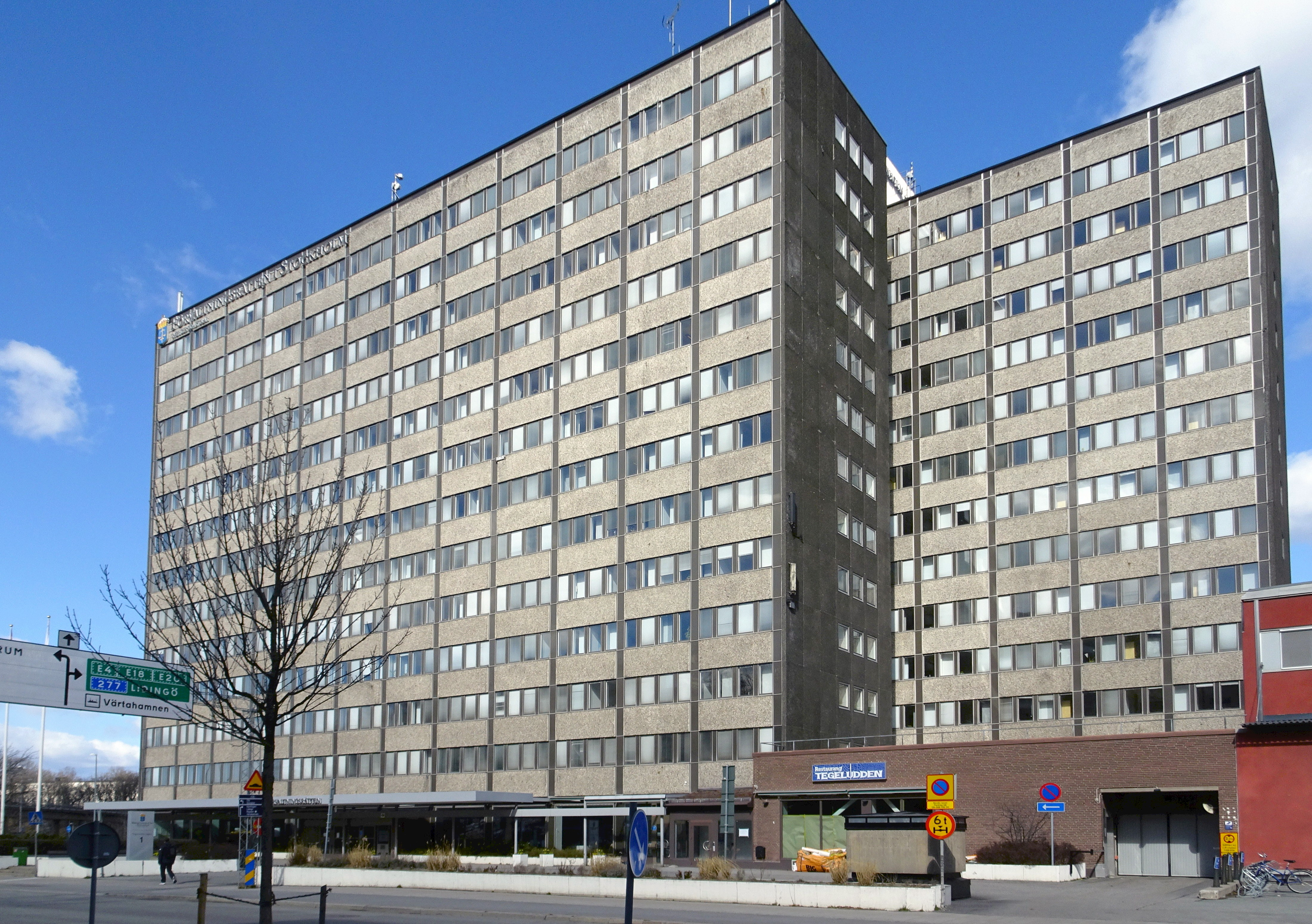
Mot Tegeluddsvägen.
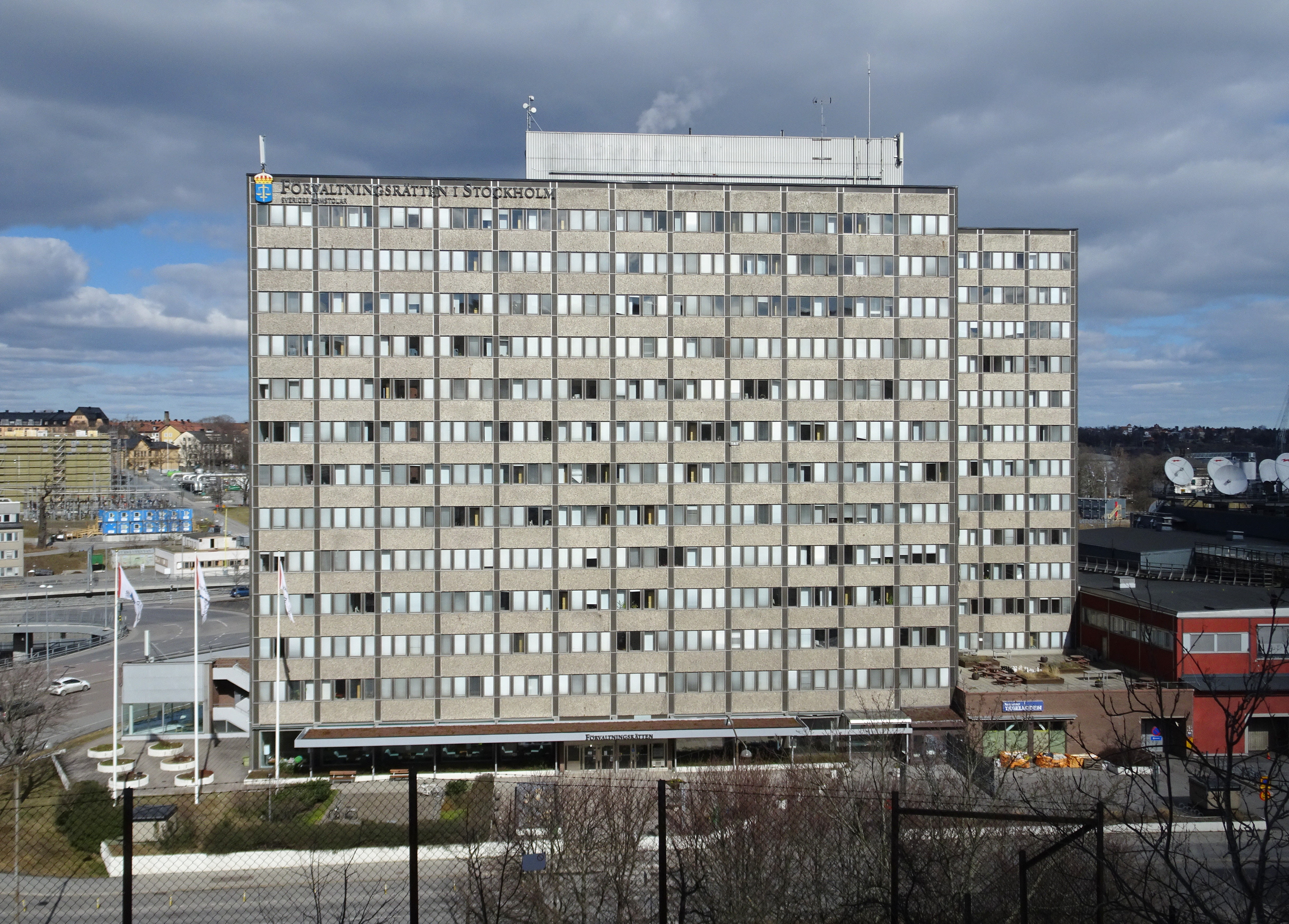
Mot Tegeluddsvägen.
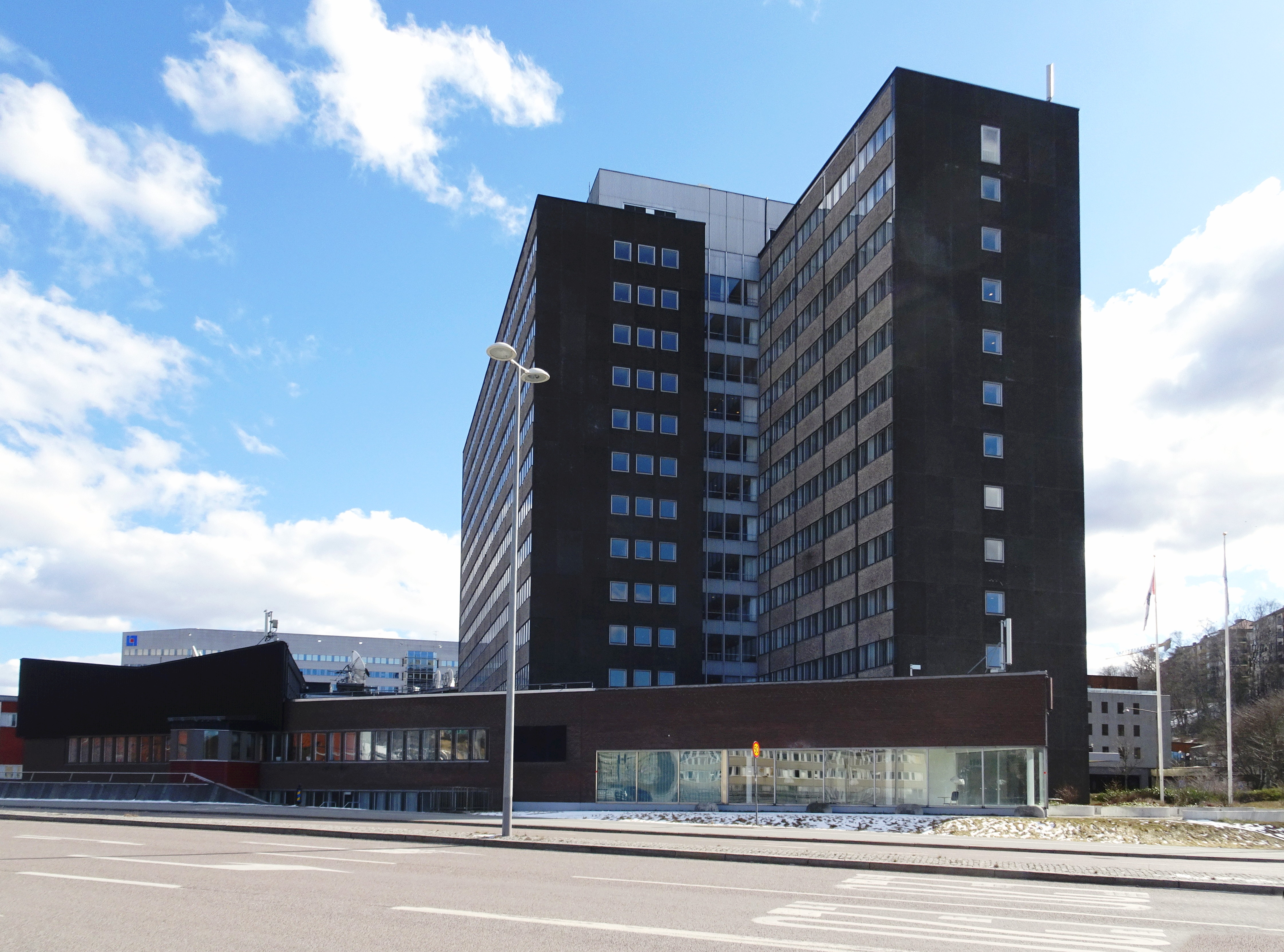
Mot Lidingövägen
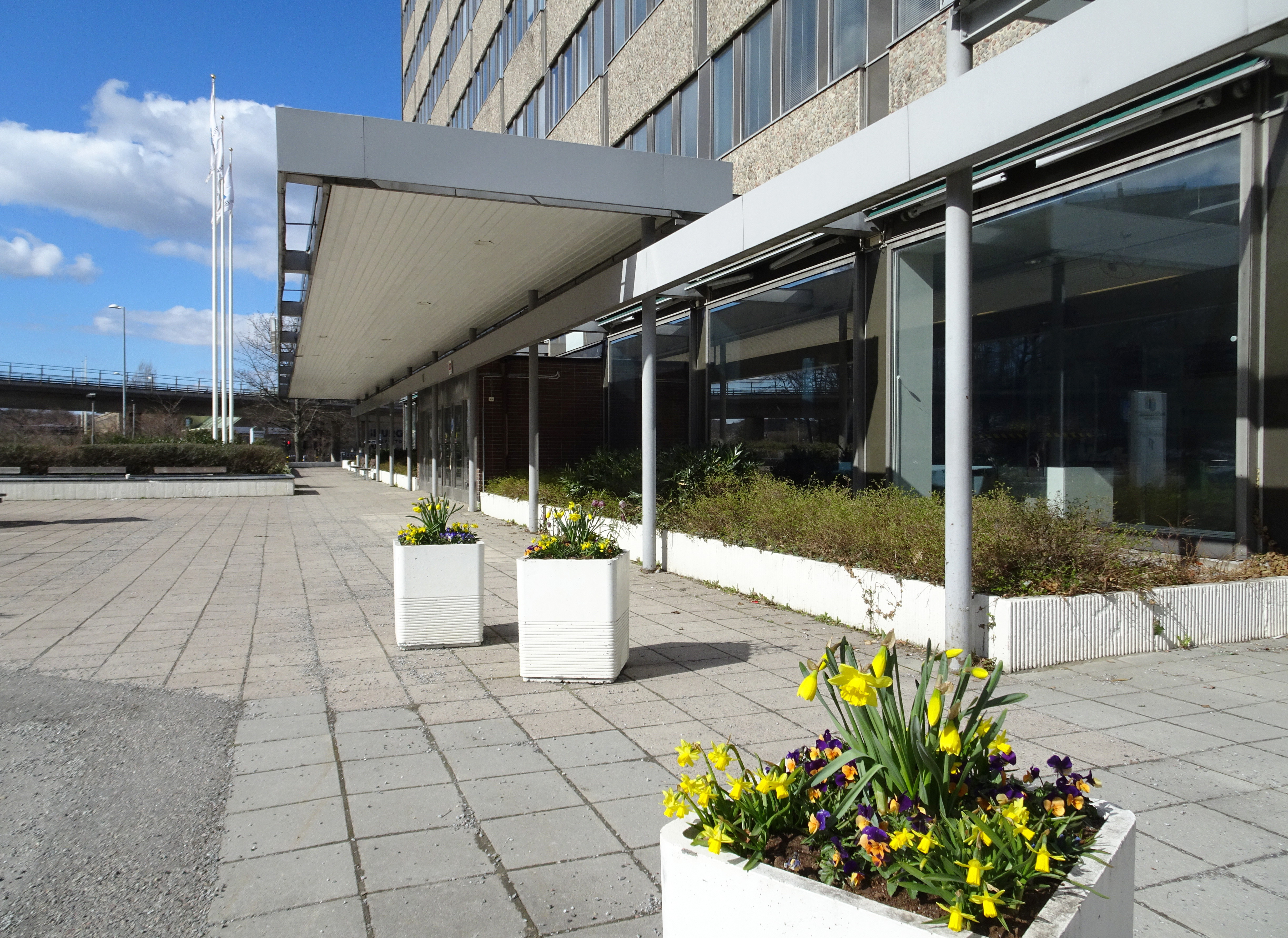
Huvudentrén.

Låghusdelen (TV4-huset)
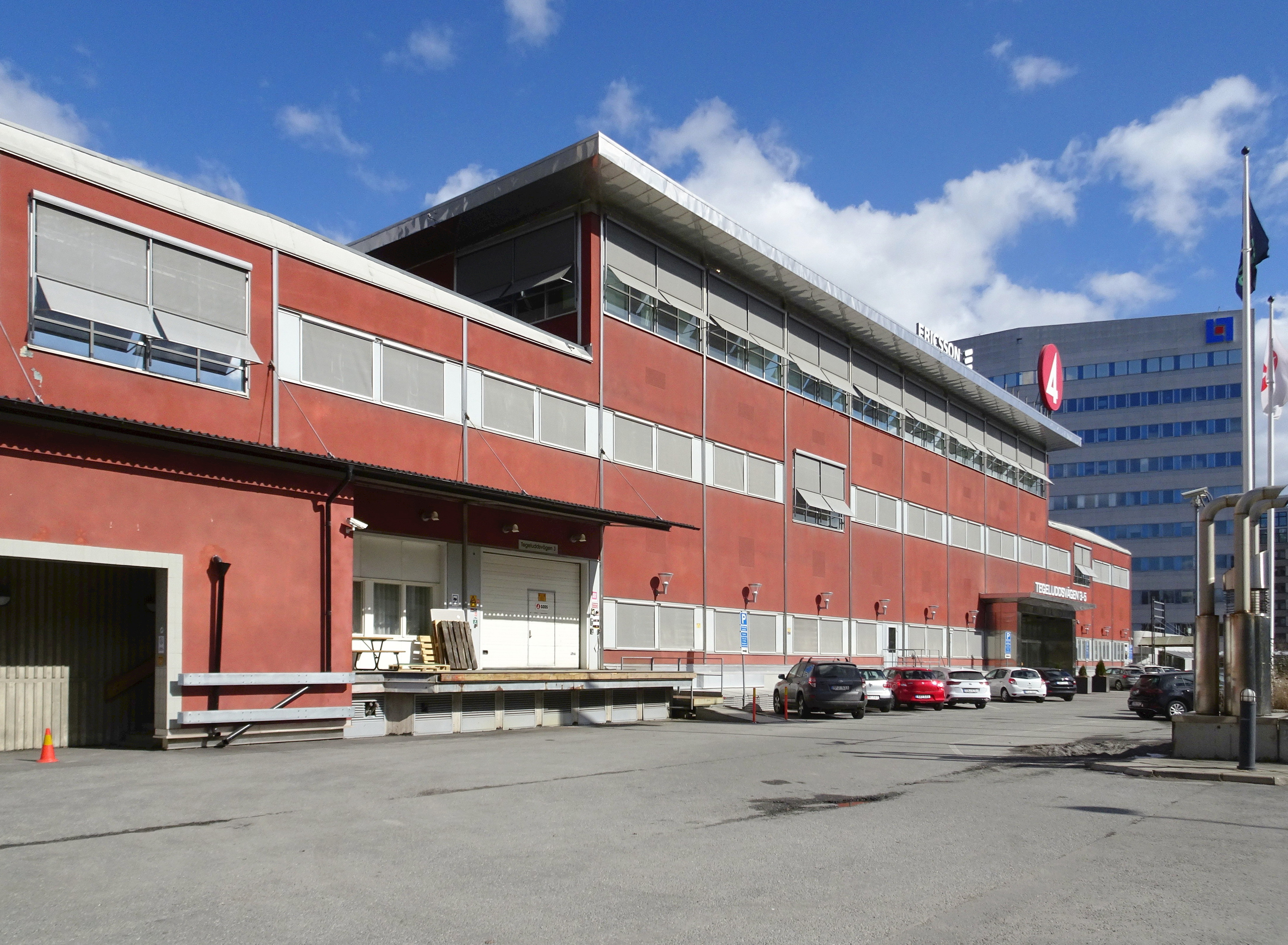
Mot Tegeluddsvägen.
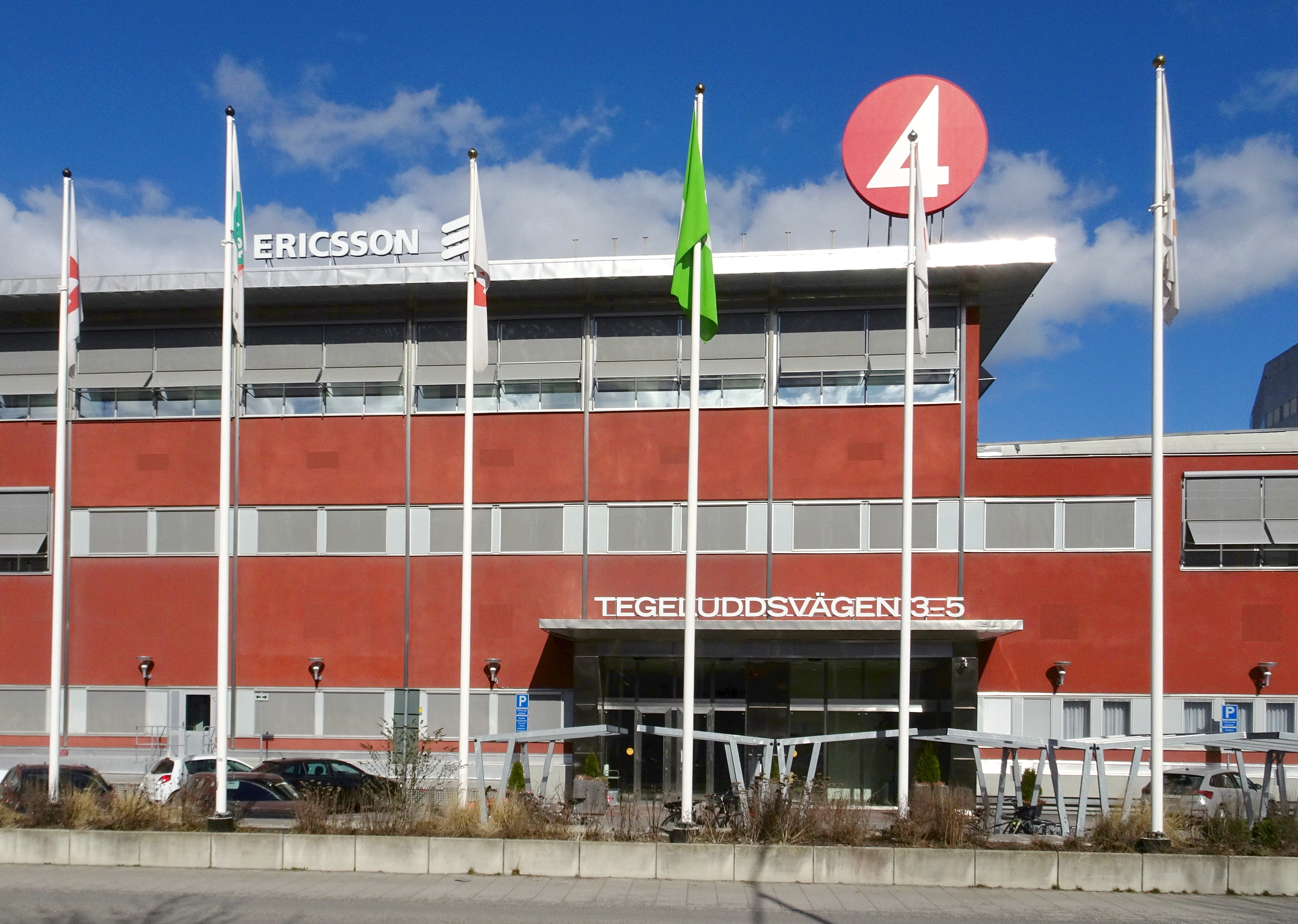
Mot Tegeluddsvägen.
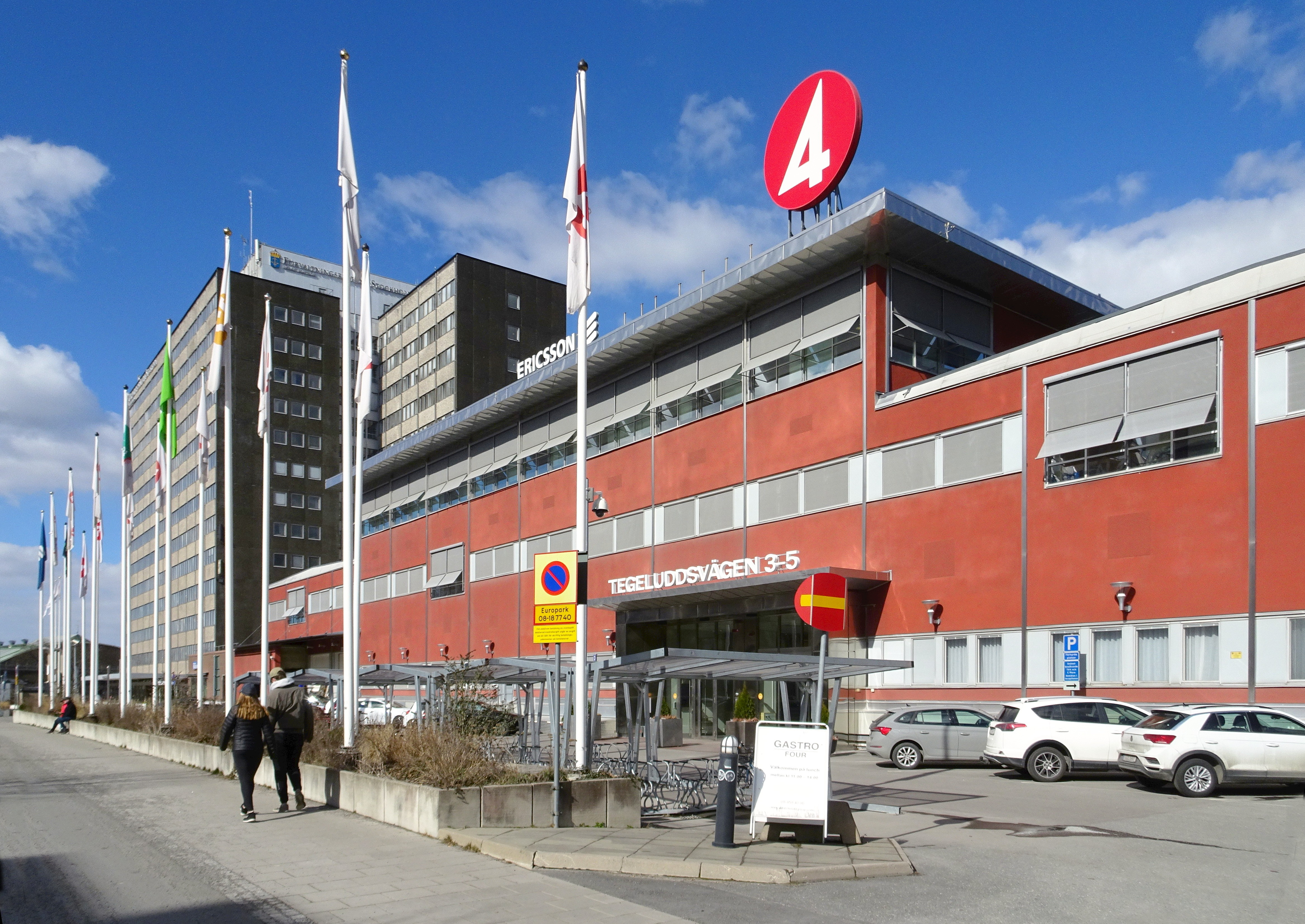
Mot Tegeluddsvägen.
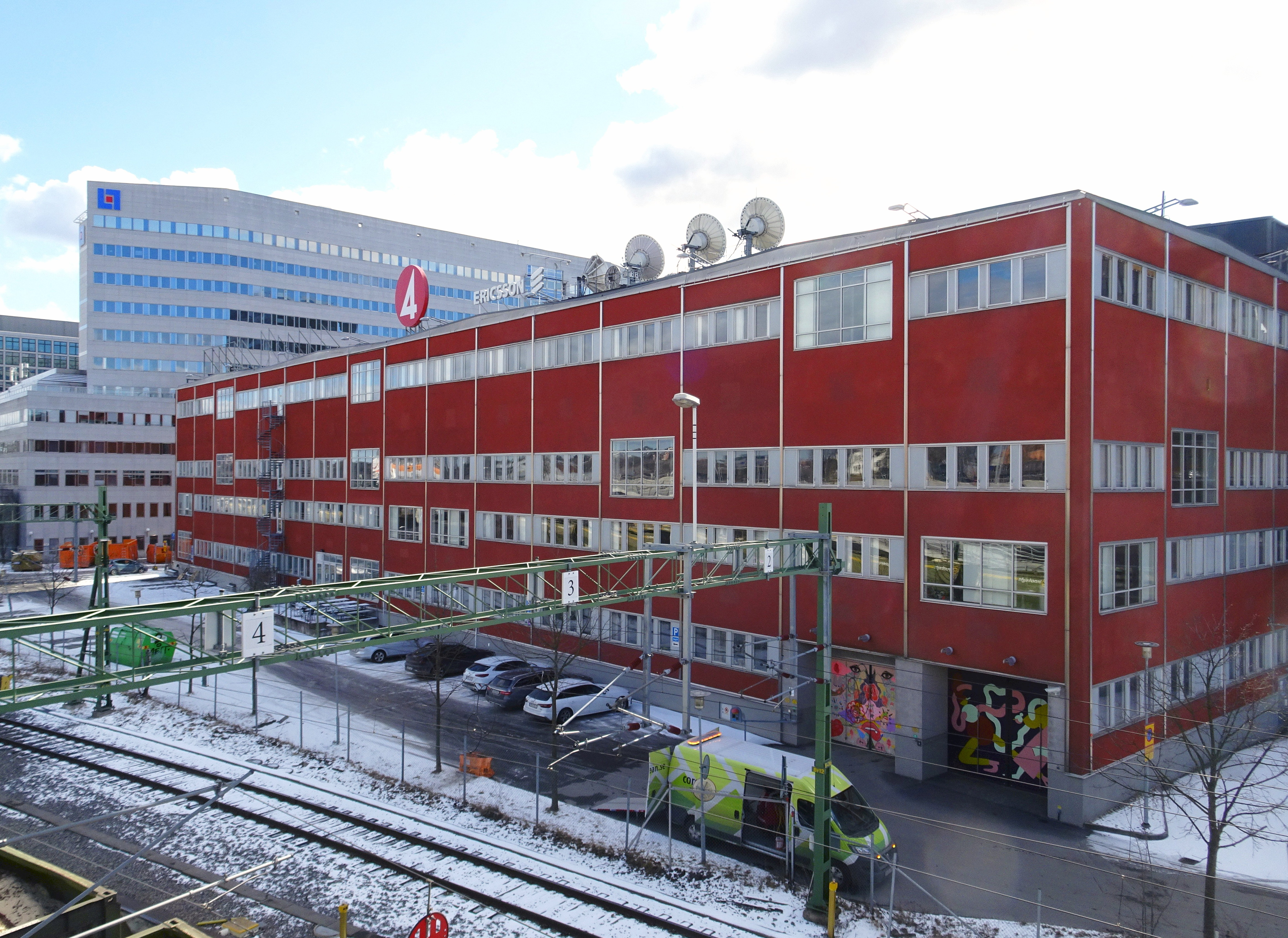
Mot järnvägen.